# Aeroporto di Melilla

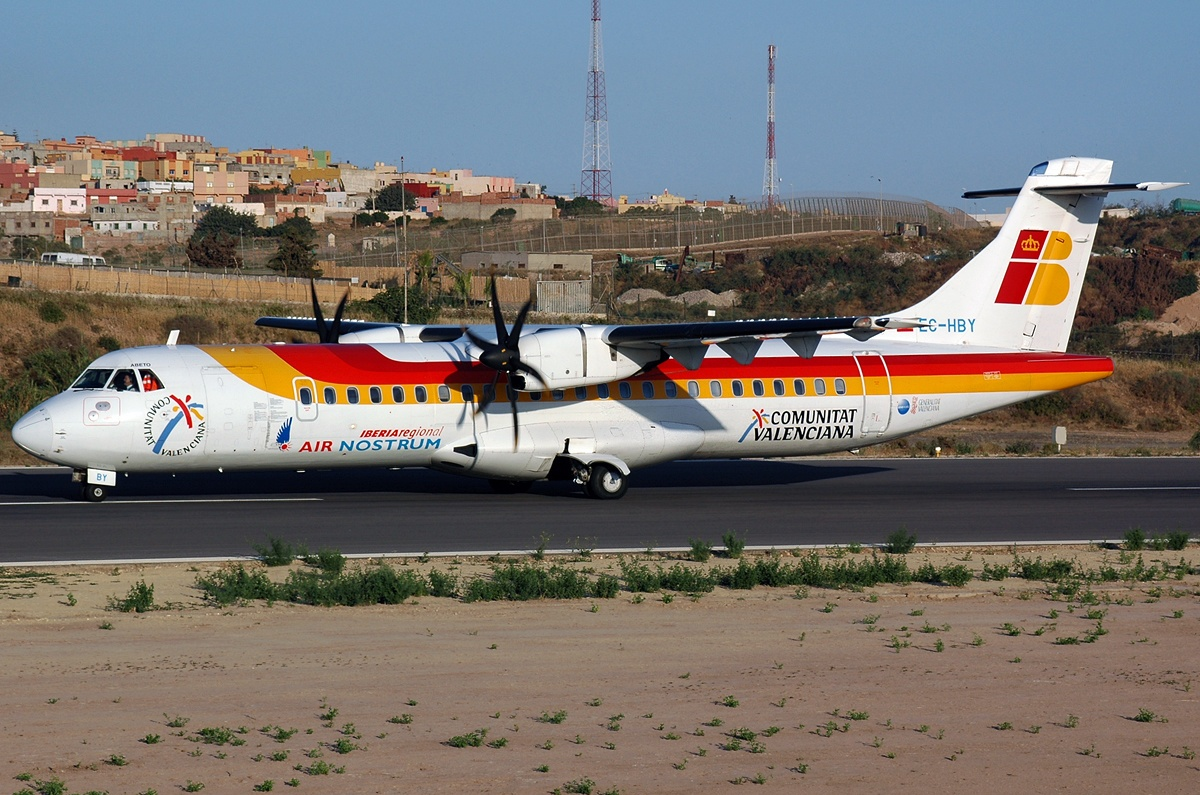
Un aereo Air Nostrum ATR 72 all'aeroporto di Melilla

L'Aeroporto di Melilla (IATA: MLN, ICAO: GEML) è a soli 3 chilometri dal centro della città di Melilla (Spagna). È in categoria 3C, pertanto con notevoli limitazioni agli aviogetti che possono utilizzarlo.

## Storia

### XX secolo
L'aeroporto è stato inaugurato il 31 luglio 1969 dal Ministro dell'Aeronautica, José Lacalle Larraga, per sostituire definitivamente l'aerodromo di Tauima, cittadina situata nel vecchio protettorato spagnolo in Marocco. Inizialmente aveva una pista lunga 730 metri e larga 45.
Ha iniziato a operare su di esso Spantax con un De Havilland Canada DHC-6 Twin Otter, e successivamente, con un De Havilland Canada Dash 7.
Nel 1980, Spantax è stata sostituita da Aviaco, all'epoca una sussidiaria di Iberia L.A.E., che avrebbe utilizzato un Fokker F27.
Nel 1992 entrerà Binter Mediterráneo, anch'essa filiale di Iberia, che operava con CN-235, e che in seguito ha sostituito Aviaco. Collegava Malaga, Almería, Valencia e, nel suo ultimo anno, Madrid.
Nel 1995 entrò in servizio PauknAir che operava con BAe 146 e che ruppe il monopolio di Iberia sulle operazioni da Melilla. È riuscito a collegare la città con 7 aeroporti nazionali: Malaga, Madrid, Almería, Barcellona, Palma di Maiorca e, per la prima volta con Santiago de Compostela e Santander. Detta compagnia aerea cesserà le sue operazioni nel 1998.

### XXI secolo

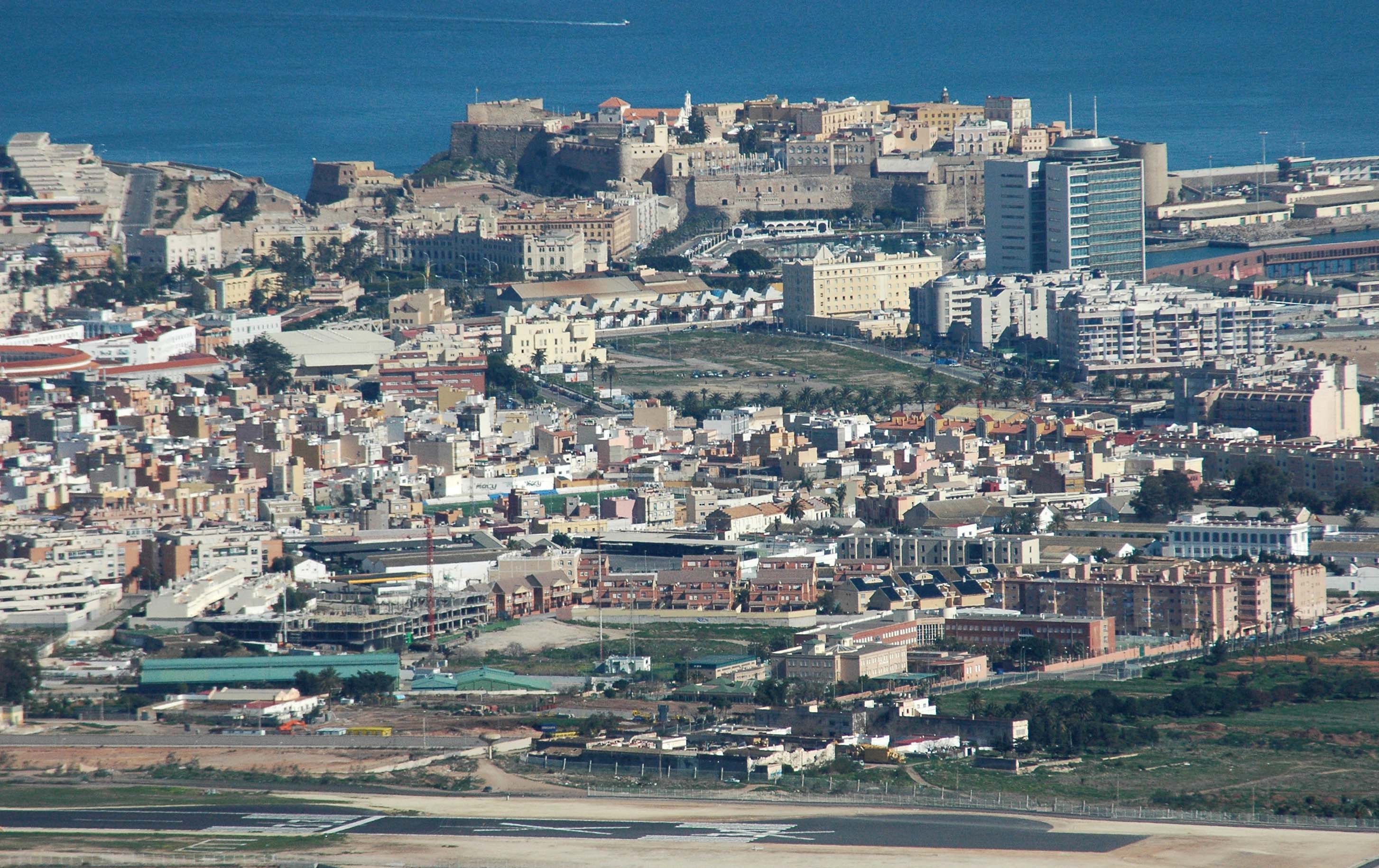
Veduta aerea della pista dell'aeroporto con la città di Melilla sullo sfondo.

Definitivamente, nel 2001, Air Nostrum ha acquisito Binter Mediterráneo, rimanendo così con il monopolio delle rotte.
Nel febbraio 2005 sono stati completati i lavori di ampliamento della pista, passando così da 1.344 metri a 1.428 metri.
Il 21 novembre 2011 Helitt Líneas Aéreas ha iniziato le operazioni con la rotta inaugurale Málaga-Melilla; una settimana dopo è entrata in funzione la linea per Barcellona e il 2 dicembre quella per Madrid, tutte con voli giornalieri; che ancora una volta ha rotto con il monopolio di Air Nostrum. Il 25 gennaio 2013 ha temporaneamente interrotto l'offerta di voli commerciali.
Il 16 aprile 2013 Melilla Airlines ha iniziato le operazioni con la rotta inaugurale Málaga-Melilla, effettuando voli regionali con Malaga e, mesi dopo, con l'Aeroporto di Badajoz-Talavera La Real.
Alla fine del 2016 Iberia ha annunciato la cancellazione delle rotte con Almería e Granada, fatto che si è concretizzato all'inizio di gennaio 2017.
Il 30 novembre 2018 Hélity ha iniziato le operazioni con la rotta inaugurale Ceuta-Melilla con un primo volo di un elicottero AgustaWestland AW139 ma a gennaio 2020 la linea viene sospesa.

## Estensione
Inizialmente era una pista lunga 730 metri e larga 45 metri.
Nel 2004 terminarono i lavori di ampliamento della pista, che passò così da 1.344 metri a 1.428 metri; queste dimensioni fanno sì che l'aeromobile più utilizzato per i collegamenti sia l'ATR 72.

## Infrastrutture
- 1 pista di 1.428 metri.
- 1 Parcheggio con 311 posti, più un posto riservato alle moto.
- 1 Caffetteria Delicatezza
- 1 negozio dell'aeroporto
- 1 Autonoleggio Melilla
- 1 stand turistico di Melilla
- 1 Ufficio Assistenza Passeggeri, Utenti e Clienti / Si occupa di elaborare i suggerimenti dei passeggeri sui servizi e le attrezzature dell'aeroporto. Ha anche i moduli di richiesta Aena Aeropuertos.

## Codici internazionali
- Codice IATA: MLN
- Codice ICAO: GEML

### Compagnie aeree

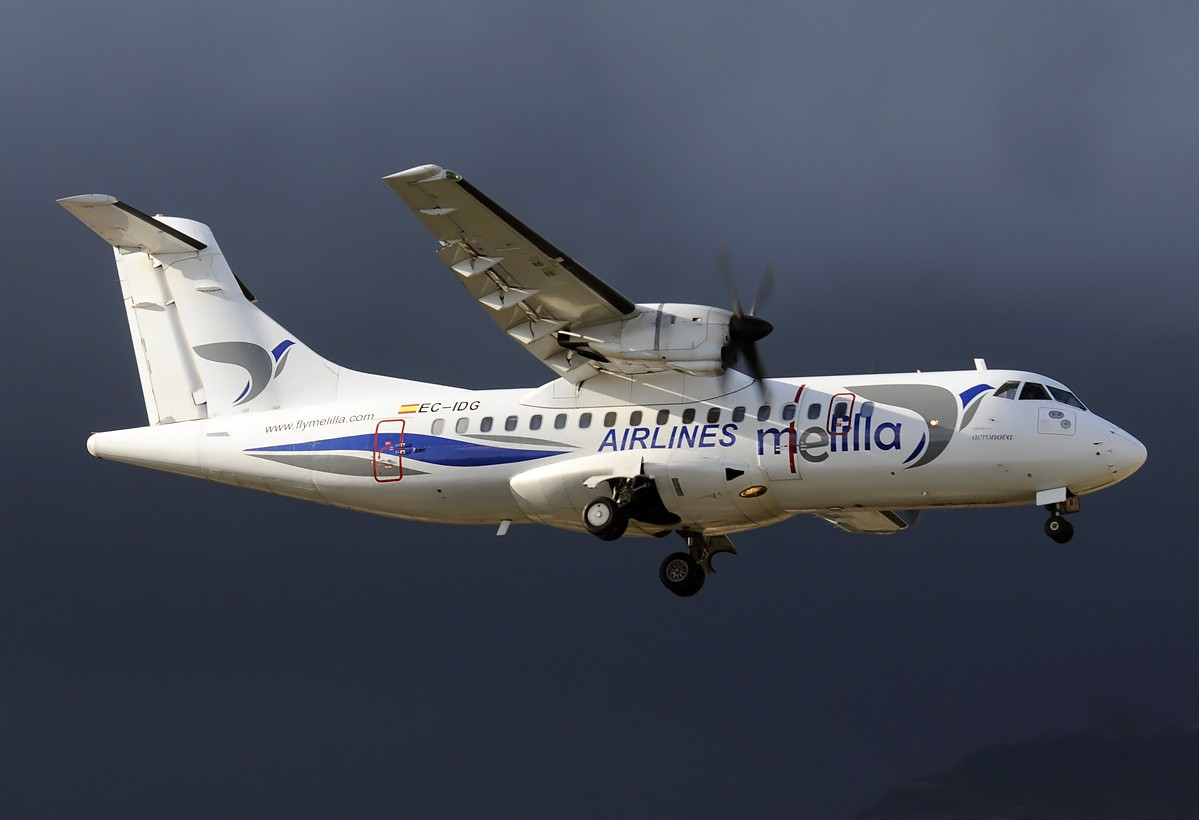
Melilla Airlines aereo che atterra all'aeroporto.

Al 2023 c'è solo una compagnia aerea, Iberia Regional/Air Nostrum, che opera voli passeggeri commerciali per l'aeroporto di Melilla.

## Statistiche
Questo grafico non è disponibile a causa di un problema tecnico.
Si prega di non rimuoverlo.
Vedi la query Wikidata di origine.
Numero di passeggeri, operazioni e merci dal 2000:
| Anno                   | Passeggeri | Operazioni | Carico(t) |
| ---------------------- | ---------- | ---------- | --------- |
| 2000                   | 263.751    | 8.916      | 650       |
| 2001                   | 229.806    | 8.707      | 587       |
| 2002                   | 211.966    | 8.013      | 546       |
| 2003                   | 223.437    | 9.017      | 479       |
| 2004                   | 245.102    | 9.098      | 387       |
| 2005                   | 271.589    | 9.296      | 323       |
| 2006                   | 313.543    | 10.696     | 431       |
| 2007                   | 339.244    | 11.146     | 434       |
| 2008                   | 314.643    | 10.959     | 386       |
| 2009                   | 293.695    | 9.245      | 350       |
| 2010                   | 292.608    | 8.935      | 340       |
| 2011                   | 286.701    | 9.119      | 265       |
| 2012                   | 315.850    | 9.922      | 235       |
| 2013                   | 289.551    | 7.893      | 164       |
| 2014                   | 319.603    | 8.873      | 136       |
| 2015                   | 317.806    | 8.409      | 136       |
| 2016                   | 330.116    | 8.535      | 141       |
| 2017                   | 324.366    | 7.956      | 134       |
| 2018                   | 348.121    | 8.085      | 127       |
| 2019                   | 434.660    | 9.768      | 134       |
| 2020                   | 195.636    | 5.158      | 32        |
| 2021                   | 332.446    | 7.828      | 9         |
| 2022                   | 447.450    | 9.772      | 22        |
| 2023                   | 501.069    | 10.755     | 25        |
| 2024                   | 507.957    | 10.977     | 32        |
| Fonte: Aena Statistics |            |            |           |

## Incidenti

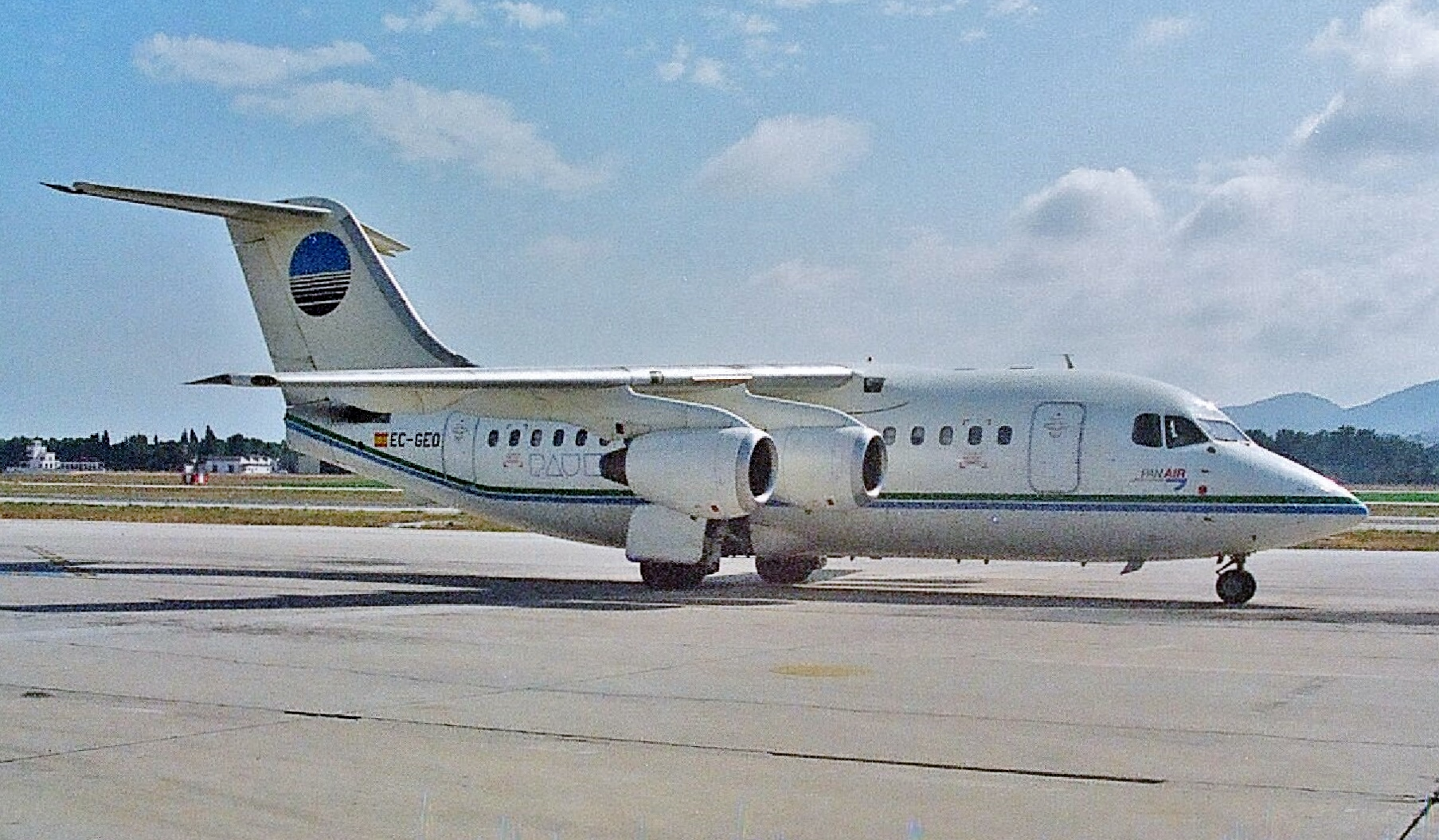
L'aereo coinvolto nell'incidente, agosto 1996 all'Aeroporto di Malaga

- Il 25 settembre 1998, il Volo PauknAir 4101, un BAe 146, si schiantò contro una collina durante l'avvicinamento a Melilla uccidendo tutti i 38 occupanti.[5]
- Il 17 gennaio 2003, un Air Nostrum Fokker 50, operante per Iberia, ha invaso la pista e si è rotto. Nove persone sono rimaste ferite ma non ci sono state vittime.